# Корсунь-Шевченківський історичний музей
Корсунь-Шевченківський історичний музей — історичний музей у місті Корсуні-Шевченківському Черкаської області; складова-відділ Корсунь-Шевченківського державного історико-культурного заповідника.

## З історії створення та експозиції
1974 року Черкаське обласне управління культури видало наказ про створення в місті Корсуні-Шевченківському історико-краєзнавчого музею, який входив на правах відділу до структури Музею історії Корсунь-Шевченківської битви. Автором тематичного проекту експозиції був заступник директора музею з наукової роботи Василь Кузьмович Харченко, автором архітектурно-художнього проекту — В. М. Решетов.
Урочисте відкриття Корсунь-Шевченківського історико-краєзнавчого музею відбулося 29 серпня 1981 року.
Починаючи від 1994 музей (уже як історичний) працює на правах відділу Корсунь-Шевченківського державного історико-культурного заповідника.
У 1995 році в музеї відкрито діораму «Корсунська битва 1648 року».
Експозиція Корсунь-Шевченківського історичного музею, що висвітлює історичний і культурний розвиток Корсунщини від давнини і до початку ХХІ століття розміщена у 6 залах (площею 320 м²).